# 田代早紀
近藤 早紀（こんどう さき、旧姓：田代、1991年2月17日 - ）は、日本の卓球選手。2018年より日本ペイントマレッツ所属していたが、2019年から日本リーグの日立化成でプレイ。

## 人物
1991年2月17日、岡山県玉野市出身。父親と兄が卓球をやっていたことから6歳でラケットを握る。父がコーチをしている岡山市南区のななく卓球スポーツ少年団に入団し、兄、弟と共に腕を磨いた。小学校6年次には全国ホープス卓球大会岡山県代表として出場した経歴を持つ。
2004年に中高一貫校の山陽女子中学校・高等学校（現在の山陽学園中学校・高等学校）に進学、中学部時代に全国中学校卓球大会女子シングルスベスト16、高等部進学後は2008年全国高等学校総合体育大会女子シングルスにて石川佳純（四天王寺高等学校）に準決勝で敗れて3位になるなど、全国大会でも好成績を収めている。
2009年に日本生命保険相互会社に入社、卓球部に所属。社会人となってからは2011年全日本社会人卓球選手権女子シングルスで決勝へ進み、同門（日本生命）の藤井寛子に敗れたが準優勝、2011年度全日本卓球選手権大会では準決勝まで進み、準決勝で石川佳純（全農）に敗れたが3位に輝いた。
2013年12月に広島県立総合体育館で開催された第52回世界卓球選手権団体戦女子日本代表選考会大会では10人による最終リーグ戦に進み、石垣優香（日本生命）、加藤美優（JOCエリートアカデミー）の2人と7勝2敗の同率で並んだが、石垣と加藤から勝ち星を挙げていた田代が当事者同士の対戦成績優先により1位となり、世界卓球選手権日本代表に内定した。
2014年3月1日開催のジャパントップ12卓球大会（国立代々木競技場第二体育館）では石川佳純と福原愛（全日本空輸）が欠場で不在であったが、リーグ戦で森さくら（昇陽高等学校）に勝ち、準決勝で平野早矢香（ミキハウス）に勝って決勝へ進み、平野美宇（JOCエリートアカデミー）との決勝では4-1で勝利してビッグ大会初優勝となった。
2014年5月、第52回世界卓球選手権団体戦（東京大会）にて準優勝。
2017年4月、日本卓球リーグ・ビッグトーナメント優勝。
2018年2月、日本生命からTリーグの日本ペイントホールディングスに移籍。
2019年2月に近藤功成と結婚を発表、4月からは日本リーグの日立化成に移籍、またその翌年の2020年の全日本選手権を最後に引退を発表。

## 主な戦績
- 2009年
  - ITTFプロツアーオーストラリアオープン（U-21）：準優勝
  - 日本卓球リーグ前期（団体）：準優勝
- 2010年
  - 全日本実業団卓球選手権大会（団体）：優勝
- 2011年
  - 全日本社会人卓球選手権（シングルス）：準優勝
- 2012年
  - 平成23年度全日本卓球選手権大会 女子シングルス 3位
- 2013年
  - 第52回大阪国際招待卓球選手権大会（シングルス）：優勝
  - 全日本実業団卓球選手権大会（団体）：優勝
- 2014年
  - 第19回ジャパントップ12卓球大会 女子シングルス 優勝
  - ITTFワールドツアーオーストラリアオープン（ダブルス）：優勝（藤井優子ペア）
- 2015年
  - 日本卓球リーグ前期（団体）：優勝
  - 日本卓球リーグ後期（団体）：優勝
- 2016年
  - 日本卓球リーグ前期（団体）：優勝
  - 全日本実業団卓球選手権大会（団体）：準優勝
  - 日本卓球リーグ後期（団体）：優勝
  - 日本卓球リーグプレーオフJTTLファイナル4（団体）：優勝
- 2017年
  - 第26回日本卓球リーグ・ビッグトーナメント 女子シングルス 優勝
- 2018年
  - 第27回日本卓球リーグ・ビッグトーナメント 女子シングルス 準優勝

## テレビ番組
- みらいのつくりかた 世界卓球日本代表・田代早紀（2014年4月17日、テレビ東京）[13]